# Johnny Duncan
Johnny Duncan (Fife, 14 febbraio 1896 – Leicester, 14 marzo 1966) è stato un calciatore e allenatore di calcio scozzese, di ruolo centrocampista.

## Carriera

### Club
Ha giocato nel campionato inglese e scozzese.

### Nazionale
Ha vestito la maglia della nazionale scozzese in una sola occasione -nel 1925- segnando anche una marcatura.

## Palmarès

### Giocatore

#### Competizioni nazionali
- Second Division: 1

Leicester City: 1924-1925